# Ormosia formosana
Ormosia formosana är en tvåvingeart som beskrevs av Edwards 1921. Ormosia formosana ingår i släktet Ormosia och familjen småharkrankar.
Artens utbredningsområde är Taiwan. Inga underarter finns listade i Catalogue of Life.